# North American Soccer League Indoor 1983-84
La temporada 1983/84 de la North American Soccer League indoor (NASL) fue la 4ª y última edición  del torneo de fútbol indoor de Estados Unidos y Canadá. San Diego Sockers ganaron el torneo tras vencer en los 3 partidos a New York Cosmos.

## Equipos de la temporada 1983/84
| - Chicago Sting - Golden Bay Earthquakes - New York Cosmos - San Diego Sockers - Tampa Bay Rowdies - Tulsa Roughnecks - Vancouver Whitecaps |

## Posiciones
| Pos | Equipo                 | PJ | G  | P  | GF  | GC  | DF  | %    |
| --- | ---------------------- | -- | -- | -- | --- | --- | --- | ---- |
| 1   | San Diego Sockers      | 32 | 21 | 11 | 196 | 148 | +48 | .656 |
| 2   | New York Cosmos        | 32 | 20 | 12 | 219 | 198 | +21 | .625 |
| 3   | Chicago Sting          | 32 | 20 | 12 | 219 | 198 | +21 | .625 |
| 4   | Golden Bay Earthquakes | 32 | 19 | 13 | 213 | 230 | -17 | .594 |
| 5   | Vancouver Whitecaps    | 32 | 12 | 20 | 187 | 209 | -22 | .375 |
| 6   | Tulsa Roughnecks       | 32 | 11 | 21 | 166 | 216 | -50 | .344 |
| 7   | Tampa Bay Rowdies      | 32 | 9  | 23 | 177 | 225 | -48 | .281 |

     Clasifica a la fase final.
PJ. Partidos jugados, G. Ganados, P. Perdidos, GF. Goles a favor, GC. Goles en contra, DF. Diferencia de gol, %. Porcentaje de victorias

## Postemporada

### Semifinales
| Fechas                                 |                   | Resultado serie |                      | Ida   | Vuelta | Desempate |
| -------------------------------------- | ----------------- | --------------- | -------------------- | ----- | ------ | --------- |
| 29 de marzo - 1 de abril               | San Diego Sockers | 2 - 0           | San Jose Earthquakes | 5 - 2 | 7 - 2  |           |
| 28 de marzo - 30 de marzo - 1 de abril | New York Cosmos   | 2 - 1           | Chicago Sting        | 4 - 3 | 3 - 7  | 8 - 7     |

### Final
| Fechas                                |                   | Resultado global |                 | Ida   | Vuelta | Tercer |
| ------------------------------------- | ----------------- | ---------------- | --------------- | ----- | ------ | ------ |
| 5 de abril - 8 de abril - 11 de abril | San Diego Sockers | 22 - 9           | New York Cosmos | 5 - 2 | 10 - 4 | 7 - 3  |

| Campeón San Diego Sockers 1º título |

## Goleadores
| Jugador             | Equipo                 | Goles |
| ------------------- | ---------------------- | ----- |
| Slaviša Žungul      | Golden Bay Earthquakes | 63    |
| Karl-Heinz Granitza | Chicago Sting          | 59    |